# 三遊亭圓馬
三遊亭 圓馬（さんゆうてい えんば）は、落語家の名跡。当代は5代目。

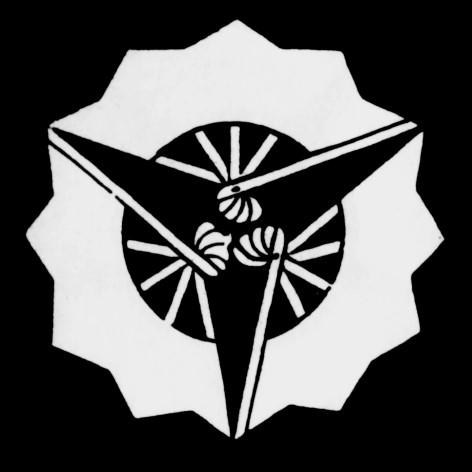
三遊亭圓馬定紋「高崎扇」

## 花枝房圓馬
花枝房圓馬（生没年不詳）本名不詳。
はじめ初代林屋正蔵門下で春好（または新孝）から初代三遊亭圓生門下で花枝房圓馬を名乗る。後に白毛舎猿馬を名乗る。坊主頭であったため噺の坊主をもじって花枝房（噺房）の亭号となったと推測される。大道具入りの噺、怪談、よしこの節、トッチリトン節の新作の音曲など幅広くこなし、1833年には名古屋、以降京都、大坂でも口演した。晩年に桜房円玉斎と改名している。
没年不詳、弘化から嘉永の代わるころに死亡。

## 初代
初代 三遊亭 圓馬（文政11年（逆算） - 1880年（明治13年）10月11日）は、落語家。本名は野末亀吉。
初代三遊亭圓朝門下における「圓朝四天王」の一人とされるが、圓朝の門人になる以前の経歴はほとんど分かっていない。一説には、3代目翁屋さん馬（後の4代目三笑亭可楽）の門人に翁家らん馬という落語家がおり、その人物の門下で天狗連で狂言亭市馬と名乗っていた人物がこの圓馬であるという。狂言亭市馬はその後月亭花生と改名し、芝居噺を得意としていたという。
玄人としては2代目三遊亭圓生門下で圓馬と最初から名乗った。三遊亭圓朝の真打昇進に伴い圓朝の父橘屋圓太郎の依頼などで、圓朝一門を補強するため12歳も年下の圓朝門下に加わったされる。圓朝門下になってからは主に素噺を演じた。
晩年は西両国の駒止に住んでいたことから「駒止の圓馬」と呼ばれていた。1880年没。享年53。

### 門下
- 2代目三遊亭圓橘
- 三遊亭市馬
- 三遊亭菊馬
- 三遊亭市馬
- 三遊亭圓平
- 柳亭左好

## 2代目
2代目 三遊亭 圓馬（安政元年（1854年） - 大正7年（1918年）12月18日）は、落語家。本名は竹沢釜太郎。
父は水戸藩士の竹沢源兵衛といい、後に武士の身分を捨て町人となり、水戸下屋敷御門前で御用蕎麦屋を営んでいた。釜太郎は11歳の時日本橋照降町の袋物屋に丁稚奉公している時に、主人のお供で寄席に行ったのが病みつきになった。
初代柳亭左龍の弟子になり左伝次と名乗る。
その後圓朝の門下で圓治、圓弥を経て圓雀、1884年に2代目圓馬を襲名。
圓朝引退後の1891年に師の意向に同調する形で大阪（上方）へ移り、以降は実弟の2代目橘家圓三郎（後の初代橘ノ圓）とともに上方を本拠として活躍。桂派に属し、居住地から「空堀（の師匠）」と呼ばれた。なお、大阪でも東京落語を演じ続けた。圓朝の年忌の時には上京したものの寄席に出演することはほとんどなかったが、実弟の初代橘ノ圓が率いる旅回り専門の諸派の圓頂派が東京に出向いた際には同行して高座に上がった。
1918年5月に橋本川柳（3代目圓馬）に名跡を譲り、三遊亭圓翁と改名するが、同年12月死去。享年65。辞世の句は「波ら波らになって音なし古扇」。墓地は大阪四天王寺（壽法寺）にある。戒名は「三遊亭方水圓翁居士」。
得意ネタは『五人廻し』『松曳』『子は鎹』『田の久』『安中草三郎』などで、『迷子札』『人面草』など自作落語もいくつか作っている。
妻のおさんは笑福亭鶴八の娘で2代目桂文三の妻であったが2代目文三死後妻となる、囃子方の名人であった。
実の姉のふじは初代三遊亭圓左の妻。

### 門下
- 三遊亭小圓馬
- 四代目橘家圓太郎
- 三遊亭市馬
- 三遊亭花遊
- 三遊亭小圓馬
- 三遊亭遊馬

## 3代目
3代目 三遊亭 圓馬（1882年11月3日 - 1945年1月13日）は、大阪市北区大工町出身の落語家。本名∶橋本 卯三郎。出囃子は『圓馬囃子』。

### 経歴
父は上方落語家・2代目月亭文都の門下の月亭都勇。
1888年7月の7歳の時、月亭小勇の名で京都の新京極笑福亭の高座に上がる。後に2代目笑福亭木鶴の門下に転じ、小鶴を経て都木松を名乗るが、1893年12月折から巡業中であった東京の初代立花家橘之助（女流浮世節師）の門下に転じ、立花家橘松を名乗る。
1904年9月には機関兵での日露戦争への従軍や地方巡業などによってしばらく東京を離れるが、1908年の末頃に上京して初代三遊亭圓左に師事し、立花家左近と改名。第1次落語研究会の準幹部に抜擢され、東京のネタを演じる他に上方のネタを東京向きに演じたり、新作に挑んだりと幅広く活躍した。
1909年12月、真打に昇進。7代目朝寝坊むらくを襲名。橘之助と4代目橘家圓蔵の盛り立てもあって順調な活躍を続けていた。しかし、次第に圓蔵と不和になり、1913年は圓蔵を殴打してしまう事件を起こす。この一件で橘之助から破門されたむらくは東京を離れ、1916年6月、大阪に復帰。浪速三友派に所属し、初代橋本川柳を名乗る。大正時代には神田で「橋本亭」という寄席を経営していた。
1928年、紅梅亭の席亭や2代目圓馬の推薦により名跡を譲り受け、3代目圓馬を襲名。同年5月、東京の有楽座でも披露口演を行なった。
生粋の上方噺家でありながら、一流の江戸噺家でもあった。大阪弁、京都弁、江戸弁を巧みに使い分けることができる、唯一といってよい落語家であった。また、上方落語の多くを東京落語に移植した功績を持つ。
立花家左近時代には、前座時代の8代目桂文楽を預かって、猛特訓の上鍛え上げた。文楽は圓馬に傾倒し、「舐めろと言われれば、師匠のゲロでも舐めたでしょう」とまで言っている。また、文楽が大阪で仕事があった際には必ず天下茶屋に在った圓馬宅に立ち寄り、差し向かいで稽古を付けて貰っていたという。
得意ネタは『鹿政談』『愛宕山』『景清』『切られ与三』『ざんぎりお瀧』『淀五郎』『鰍沢』『姫かたり』『九州吹戻し』『文七元結』『中村仲蔵』『富久』『素人鰻』など。晩年は吉本興業に所属し、看板落語家として活躍。演目は東京落語が多かったとされる。他にも三味線の素養があり自身の出囃子は天神祭のお囃子を参考に自ら作曲をした。晩年は上方落語の衰退により高座を去り、中風を患うなど不遇であった。1945年没。享年65。先代同様に墓地は大阪四天王寺（壽法寺）にある。
SPレコードはむらく時代を含めて十数枚残されている。

### 門下
- 4代目三遊亭圓馬
- 5代目立川ぜん馬
- 式亭三馬
- 9代目朝寝坊むらく
- 朝寝坊志らく
- 正岡容

## 4代目
四
4代目 三遊亭 圓馬（1899年1月18日 - 1984年11月16日）は。東京府東京市小石川区出身の落語家。生前は落語芸術協会所属、晩年は同協会相談役。本名∶森田 彦太郎。出囃子は『圓馬ばやし』。

### 経歴
父は落語家あがりで奇術や踊りなどを演じた月の家満月であり、弟は大阪の曲芸師・森幸児・静児の森幸児（1906年 -  1985年?）。7歳の時に父とともに大阪に移り住む。
1906年1月に父三遊亭左圓太門下に入門。三遊亭圓童を名乗り初舞台を踏む。その後父が3代目桂文三の門下になって三太郎を名乗ったので自身も文三の元で「小三」となった。
1917年、二ツ目に昇進し2代目三遊亭圓馬の門下で三遊亭とん馬と改名。1923年、2代目三遊亭圓馬が圓馬の名跡を3代目三遊亭圓馬に譲った際、3代目三遊亭圓馬の預かりで移籍し、4月に真打格に昇進して「3代目三遊亭小圓馬」を襲名。以降、吉本興業の若手落語家として売り出す。このころはよくに女性にモテてサイン帳とサインペンを持った女性が列を作って自宅に押しかけていたという。洋服で高座に上がるなど新しいことにも挑戦した。大阪に在っても師匠同様東京落語を演じた。
師匠の3代目圓馬の病気の悪化もあり、1943年に師匠の薦めで吉本を辞めて東京へ移籍し修行を始める。1947年4月、「4代目三遊亭圓馬」を襲名。上野鈴本演芸場で襲名披露をした。以降、芸術協会の重鎮として活躍。落語は上方ネタ、東京ネタなど多く。父親同様に余芸の踊り、ほかに二人羽織りも得意であった。
1984年11月16日、東京都中野区の小原病院で老衰のため死去、享年85歳。墓所は台東区東淵寺。戒名は「三遊亭圓馬廣舌居士」。

### 得意ネタ
- 『磯の鮑』
- 『淀五郎』
- 『宮戸川』
- 『鼻ほしい』など

### 顕彰
- 勲五等双光旭日章他

### 弟子
- 4代目三遊亭小圓馬
- 3代目三遊亭遊三
- 3代目橘ノ圓
- 三遊亭圓太
- 3代目三遊亭圓輔
- 三遊亭若馬
- 5代目三遊亭圓雀
- 4代目三遊亭圓左
- 三遊亭左圓馬

#### 移籍
- 三遊亭扇馬 - 圓馬の死後小圓馬門下に移籍

## 5代目
5代目 三遊亭 圓馬（1961年11月25日 - ）は、東京都港区西麻布出身の落語家。落語芸術協会所属。出囃子は『圓馬ばやし』。

### 経歴
八千代市立大和田中学校、千葉県立船橋西高等学校、高山美容専門学校を卒業。
1988年8月に3代目橘ノ圓に入門、「壱圓」を名乗る。9月に浅草演芸ホールで初舞台。演目は「穴子でからぬけ」。
1993年2月に二ツ目に昇進、「好圓」に改名。1997年2月、北とぴあ若手落語家競演会奨励賞受賞。
2002年5月、桂米多朗とともに真打昇進し、5代目三遊亭圓馬を襲名。
2019年6月より落語芸術協会監事を務め、後に理事に昇格した。

### 弟子

#### 真打
- 三遊亭藍馬 - 師匠・圓の死去に伴い移籍

#### 二ツ目
- 三遊亭吉馬
- 三遊亭仁馬
- 三遊亭こと馬

#### 前座
- 三遊亭げん馬
- 三遊亭ば馬

#### 兄弟弟子
- 橘ノ杏奈
- 橘ノ圓満

### 役職
- 落語芸術協会監事（2019年6月 - ?）
- 落語芸術協会理事（? - 現職）

## その他の圓馬
- 三遊亭圓馬 - 後の2代目三遊亭小圓朝。大阪の2代目圓馬からの苦情が来たため小圓朝に改名した。
- 團洲楼圓馬 - 後の三遊亭花圓遊。